# Astrid Mair
Astrid Mair (* 4. November 1981) ist eine österreichische Politikerin der Österreichischen Volkspartei (ÖVP). Seit dem 25. Oktober 2022 ist sie Landesrätin in der Landesregierung Mattle.

## Leben

### Ausbildung und Beruf
Astrid Mair absolvierte ab 2002 die polizeiliche Grundausbildung und 2011/12 an der Sicherheitsakademie Wien den Grundausbildungslehrgang zur dienstführenden Beamtin. Ab 2012 studierte sie an der Fachhochschule Wiener Neustadt Polizeiliche Führung, das Studium schloss sie 2015 als Bachelor of Arts ab. Ein darauf aufbauendes Masterstudium ab 2017 beendete sie 2019 als Master of Arts.
Mair war Polizistin in der Polizeiinspektion Pradl und ab 2009 in der Polizeiinspektion Kundl. Ab 2017 war sie stellvertretende Bezirkspolizeikommandantin von Kufstein. 2020 arbeitete sie im Kabinett von Innenminister Karl Nehammer. Im Jahr 2021 kehrte sie in ihren Heimatbezirk nach Kufstein zurück, wo sie im April Bezirkspolizeikommandantin im Bezirk Kufstein wurde.

### Politik
Bei der Landtagswahl in Tirol 2022 kandidierte sie als Spitzenkandidatin im Bezirk Kufstein. Allerdings unterlag sie im Vorzugsstimmenwahlkampf Michael Jäger vom Bauernbund, der auf mehr als doppelt so vielen Vorzugsstimmen kam.
In der Landesregierung Mattle ist sie seit dem 25. Oktober 2022 als Landesrätin für die Bereiche Sicherheit, ArbeitnehmerInnen, Generationen sowie Zivil- und Katastrophenschutz zuständig.
Mair gehört dem Österreichischen Arbeitnehmerinnen- und Arbeitnehmerbund (ÖAAB) an. Im Februar 2023 wurde sie zur Stellvertreterin von AAB-Landesobmann Jakob Wolf gewählt.